# احلاف الفيض (بولعوان)
احلاف الفيض هي إحدى مشيخات المملكة المغربية، تتبع جغرافيا لإقليم الجديدة وإداريًا لبولعوان. يقدر عدد سكانها بـ 330 نسمة حسب الإحصاء الرسمي للسكان والسكنى لسنة 2004.